# Đỗ Thị Kim Liên
Đỗ Thị Kim Liên (thường được gọi là Madam Liên, Shark Liên) là một nữ doanh nhân và là Lãnh sự Danh dự nước Cộng hoà Nam Phi tại Việt Nam. Hiện bà đảm nhiệm vị trí Chủ tịch Hội đồng Quản trị Tập đoàn AquaOne,Chủ tịch Hội đồng Quản trị Công ty Cổ phần nước mặt Sông Đuống, Chủ tịch Hội đồng Quản trị Công ty Cổ phần Nước Xuân Mai - Hoà Bình,Chủ tịch Quỹ Môi trường Xanh Việt Nam (Green Vietnam Fund), kiêm Hiệu trưởng trường Đào tạo Quản lý Doanh nghiệp (CBAM), nguyên Chủ tịch Hội đồng Quản trị kiêm Tổng giám đốc Công ty Cổ phần Bảo hiểm AAA.

## Xuất thân và giáo dục
Bà Đỗ Thị Kim Liên quê quán tại huyện Mê Linh, tỉnh Vĩnh Phúc.
Xuất thân trong một gia đình có truyền thống làm giáo dục, theo sự hướng nghiệp của gia đình gồm 6 anh chị em ở Mê Linh (Vĩnh Phúc), bà Liên thi và học Khoa Ngữ văn của Trường đại học Sư phạm Hà Nội II.

## Sự nghiệp
Bà Đỗ Thị Kim Liên từng là một giáo viên dạy Văn. Sau gần 3 năm đứng trên bục giảng, bà quyết định vào Nam lập nghiệp. Để kiếm sống, bà đã trải qua nhiều công việc khác nhau trước khi hoạt động trong lĩnh vực Bảo hiểm.

### Kinh doanh bảo hiểm
Năm 1996, bà bắt đầu tham gia vào lĩnh vực Bảo hiểm tại Tổng Công ty Bảo hiểm Bảo Minh và làm việc ở đây trong 8 năm. Đến năm 2005, bà sáng lập thương hiệu bảo hiểm AAA, đảm nhiệm vị trí Chủ tịch Hội đồng Quản trị kiêm Tổng giám đốc Công ty Cổ phần Bảo hiểm AAA. Năm 2013, bà Liên rút khỏi ngành Bảo hiểm sau khi bán lại toàn bộ cổ phần của mình cho Tập đoàn IAG của Úc với lý do muốn trải nghiệm những lĩnh vực mới. Việc rút vốn này nằm trong chiến lược đầu tư tài chính mới của bà Liên trong năm 2013.
Năm 2013, bà sáng lập tập đoàn AquaOne - chuyên xử lý và cung cấp nước sinh hoạt; Công ty Cổ phần nước mặt Sông Đuống, mở trường Đào tạo Quản lý Doanh nghiệp và sáng lập Quỹ Môi trường xanh Việt Nam.
Năm 2018, bà Liên trở lại lĩnh vực Bảo hiểm sau 5 năm tạm ngưng theo hợp đồng chuyển nhượng cổ phần của AAA với một sản phẩm mới kết hợp giữa Bảo hiểm và Công nghệ: Ứng dụng Bảo hiểm Công nghệ có tên gọi LIAN.
Năm 2019 , 2021, 2022 bà Liên tham gia chương trình Shark Tank (Thương vụ bạc tỷ) mùa 3 ,4 ,5 với tư cách Shark (Nhà đầu tư) chính.

## Hoạt động xã hội
Bà Liên là người rất chú tâm vào các hoạt động xã hội, bảo vệ môi trường và nâng cao chất lượng cuộc sống người dân. Bà từng nhận thư khen từ Chính phủ Nam Phi vì những cống hiến không ngừng trong việc hỗ trợ và quảng bá hình ảnh đất nước Nam Phi tại Việt Nam. Việc thành lập Quỹ Môi trường xanh Việt Nam nhằm mục tiêu cụ thể hoá các hoạt động bảo vệ môi trường của bà, song song với hoạt động xử lý và cung cấp nước sinh hoạt sạch cho người dân. Ngoài ra, bà Liên đồng thời rất quan tâm đến các hoạt động xã hội và thiện nguyện. Trong hơn 10 năm qua, bà đã dành hàng trăm tỷ đồng cho hoạt động này, đặc biệt là xây dựng trường học; cưu mang, chăm sóc các cụ già và truyền cảm hứng cho thế hệ trẻ.
Trong sự kiện 39 người Việt thiệt mạng tại Anh (Grays 2019), bà đã hỗ trợ chi phí đưa các thi thể nạn nhân về nước  
Năm 2021, bà tổ chức chương trình Gói tình Shark Liên - Gửi nghĩa đồng bào để ủng hộ nhân dân TPHCM và các tỉnh lân cận gặp khó khăn trong thời gian phải giãn cách vì dịch Covid-19.

## Đời tư
Bà kết hôn với ông Lê Toàn. Hai người con nhỏ nhất của ông bà sinh năm 2004 và 2006.